# Сазоно-Баланівська сільська рада
Са́зоно-Бала́нівська сільська́ ра́да — адміністративно-територіальна одиниця та орган місцевого самоврядування в Богодухівському районі Харківської області. Адміністративний центр — село Сазоно-Баланівка.

## Загальні відомості
- Сазоно-Баланівська сільська рада утворена в 1918 році.
- Територія ради: 51,27 км²
- Населення ради: 1 312 особи (станом на 2001 рік)

## Населені пункти
Сільській раді підпорядковані населені пункти:
- с. Сазоно-Баланівка
- с. Вертіївка
- с-ще Горького
- с. Крупчине
- с. Ріпки

## Склад ради
Рада складається з 16 депутатів та голови.
- Голова ради: Малайдакова Євгенія Лігорівна
- Секретар ради: Савчук Галина Миколаївна

### Керівний склад попередніх скликань
| Прізвище, ім'я, по батькові   | Основні відомості                                                                             | Дата обрання | Дата звільнення |
| ----------------------------- | --------------------------------------------------------------------------------------------- | ------------ | --------------- |
| Панов Олександр Тихонович     | Сільський голова, 1961 року народження, член Соціал-демократичної партії України (об'єднаної) | 26.03.2006   | 31.10.2010      |
| Малайдакова Євгенія Лігорівна | Сільський голова, 1965 року народження, освіта середня загальна, член Партії регіонів         | 31.10.2010   |                 |

Примітка: таблиця складена за даними сайту Верховної Ради України

### Депутати
За результатами місцевих виборів 2010 року депутатами ради стали:

#### За суб'єктами висування
| Суб'єкт висування                                       | Кількість обраних депутатів | %    |
| ------------------------------------------------------- | --------------------------- | ---- |
| Партія регіонів                                         | 8                           | 50   |
| Політична партія Всеукраїнське об'єднання «Батьківщина» | 3                           | 18,8 |
| Самовисування                                           | 3                           | 18,8 |
| Комуністична партія України                             | 1                           | 6,3  |
| Народна партія                                          | 1                           | 6,3  |

#### За округами
| № округу                                                | Прізвище, ім'я, по батькові      | Дата визнання обраним | Освіта  | Партійна приналежність                        | Відомості про обраного депутата            |
| ------------------------------------------------------- | -------------------------------- | --------------------- | ------- | --------------------------------------------- | ------------------------------------------ |
| Комуністична партія України                             |                                  |                       |         |                                               |                                            |
| 2                                                       | Скиба Зінаїда Павлівна           | 05.11.2010            | вища    | член Комуністичної партії України             | пенсіонер                                  |
| Народна Партія                                          |                                  |                       |         |                                               |                                            |
| 15                                                      | Антипенко Таміла Іванівна        | 05.11.2010            | середня | член Народної партії                          | тимчасово не працює                        |
| Партія регіонів                                         |                                  |                       |         |                                               |                                            |
| 1                                                       | Савчук Галина Миколаївна         | 05.11.2010            | середня | член Партії регіонів                          | Сазоно-Баланівська сіль.рада, секретар     |
| 3                                                       | Безрук Андрій Сергійович         | 05.11.2010            | вища    | член Партії регіонів                          | «Харківкомуночиствод», слюсар              |
| 5                                                       | Рекало Олександра Володимирівна  | 05.11.2010            | вища    | член Партії регіонів                          | пенсіонер                                  |
| 7                                                       | Функ Ксенія Францівна            | 05.11.2010            | середня | член Партії регіонів                          | Вертіївський ФП, молодша сестра            |
| 8                                                       | Мірошніченко Катерина Павлівна   | 05.11.2010            | середня | член Партії регіонів                          | Тубсанаторій «Ріпки», сестра-господарка    |
| 9                                                       | Кургузкіна Людмила Володимирівна | 05.11.2010            | середня | член Партії регіонів                          | Тубсанаторій «Ріпки», дієт. сестра         |
| 12                                                      | Кривонос Надія Миколаївна        | 05.11.2010            | середня | член Партії регіонів                          | тимчасово не працює                        |
| 13                                                      | Омельченко Світлана Миколаївна   | 05.11.2010            | середня | член Партії регіонів                          | Горьківська загальноосвітня школа, вчитель |
| Політична партія Всеукраїнське об'єднання «Батьківщина» |                                  |                       |         |                                               |                                            |
| 4                                                       | Медведєв Костянтин Андрійович    | 05.11.2010            | вища    | член Всеукраїнського об'єднання «Батьківщина» | приватний підприємець                      |
| 10                                                      | Герасименко Олег Вікторович      | 05.11.2010            | середня | член Всеукраїнського об'єднання «Батьківщина» | тимчасово не працює                        |
| 14                                                      | Савельєва Олена Дмитрівна        | 05.11.2010            | середня | член Всеукраїнського об'єднання «Батьківщина» | тимчасово не працює                        |
| Самовисування                                           |                                  |                       |         |                                               |                                            |
| 6                                                       | Євсєєва Анна Олександрівна       | 05.11.2010            | середня | позапартійна                                  | ЗАТ «Новий стиль», робітниця               |
| 11                                                      | Пирлік Тетяна Анатоліївна        | 10.01.2011            | середня | член Партії регіонів                          | тимчасово не працює                        |
| 16                                                      | Ольховський Володимир Григорович | 10.01.2011            | вища    | член Комуністичної партії України             | ТОВ «Добросмак», комірник                  |